# Pithomictus emandibularis
Pithomictus emandibularis är en skalbaggsart som först beskrevs av Heller 1924.  Pithomictus emandibularis ingår i släktet Pithomictus och familjen långhorningar.
Artens utbredningsområde är Filippinerna. Inga underarter finns listade i Catalogue of Life.